# Майкъл Гуд
Майкъл Тимъти Гуд (на английски: Michael Timothy Good) е американски тест пилот и астронавт на НАСА, участник в два космически полета.

## Образование
Майкъл Гуд завършва колежа Brecksville-Broadview Heights High School в Охайо през 1980 г. През 1984 г. завършва Университета Нотр Дам в Индиана с бакалавърска степен по аерокосмическо инженерство. През 1986 г. защитава магистърска степен по тази специалност в същото висше учебно заведение.

## Военна кариера
Майкъл Т. Гуд постъпва на активна военна служба след дипломирането си през 1984 г. През 1989 г. завършва курс за бордови инженер и навигационен офицер на среден стратегически бомбардировач F-111. След допълнителен тренировъчен курс в авиобазата Холоман, Ню Мексико е зачислен в 20-о тактическо авиокрило, базирано в Хейфорд, Великобритания. В началото на 90-те става инструктор по оръжейните системи на F-111. През 1994 г. завършва школа за тест пилоти в авиобазата Едуардс, Калифорния. Привлечен е в 420-а специална изпитателна ескадрила, която се занимава с полетните изпитания на новия тежък стратегически бомбардировач B-2. През 1997 г. завършва генералщабен колеж в авиобазата Максуел, Алабама. След това е назначен за командващ офицер по оръжейните системи на F-15 в 46-а тактическа ескадрила, базирана в авиобазата Еглин, Флорида. Напуска USAF през 2009 г. В кариерата си има 3000 полетни часа.

## Служба в НАСА
Майкъл Гуд е избран за астронавт от НАСА на 26 юли 2000 г., Астронавтска група №18. Взема участие в два космически полета. Има в актива си 4 космически разходки с обща продължителност 29 часа и 53 минути.

## Полети
Майкъл Гуд лети в космоса като член на екипажа на две мисии:
| Космически полети на Майкъл Тимъти Гуд                         | Космически полети на Майкъл Тимъти Гуд | Космически полети на Майкъл Тимъти Гуд | Космически полети на Майкъл Тимъти Гуд | Космически полети на Майкъл Тимъти Гуд | Космически полети на Майкъл Тимъти Гуд | Космически полети на Майкъл Тимъти Гуд |
| №                                                              | Дата                                   | КК                                     | Емблема на мисията                     | Функции                                | Продължителност                        |                                        |
| -------------------------------------------------------------- | -------------------------------------- | -------------------------------------- | -------------------------------------- | -------------------------------------- | -------------------------------------- | -------------------------------------- |
| 1                                                              | 11 май 2009                            | „Атлантис“, мисия STS-125              |                                        | Специалист на мисията                  | 12 денонощия 21 часа 38 мин. 19 сек.   |                                        |
| 2                                                              | 14 май 2010                            | „Атлантис“, мисия STS-132              |                                        | Специалист на мисията                  | 11 денонощия 18 часа 29 мин. 09 сек.   |                                        |
| Сумарно време в космоса – 24 денонощия 18 часа 06 мин. 28 сек. |                                        |                                        |                                        |                                        |                                        |                                        |

## Награди
- Медал за похвална служба (4);
- Медал за постижения във въздуха (2);
- Медал за похвала на USAF;
- Медал за постижения на USAF;
- Медал за бойна подготовка на USAF.